# Abembé I
Abembé I est une localité de la région du Centre au Cameroun, localisée dans la commune de Mfou et le département de la Méfou-et-Afamba.

## Population
En 1965, Abembé I comptait 214 habitants, principalement des Bané.
Lors du recensement de 2005, ce nombre s'élevait à 147.